# Reinhard Stupperich
Reinhard Stupperich (* 26. Juli 1951 in Münster) ist ein deutscher Klassischer Archäologe.
Der Sohn des Theologen Robert Stupperich studierte ab 1970/1971 Geschichte, Griechisch, Latein und Klassische Archäologie an der Universität Münster. 1975 legte er die Erste Philologische Staatsprüfung für das Lehramt an Gymnasien ab. 1975 bis 1976 studierte er Klassische und provinzialrömische Archäologie sowie Alte Geschichte in Oxford. Im Sommer 1976 war er an Ausgrabungen an der römischen Villa von Gorhambury in Verulamium und an mykenischen Tholosgräbern in Messenien beteiligt. Im Jahr 1977 wurde er mit der Arbeit Staatsbegräbnis und Privatgrabmal im klassischen Athen in Münster  bei Max Wegner promoviert. In den Jahren 1977 und 1979 nahm Stupperich an Ausgrabungen in Oberaden und in Messenien teil. Stupperich erhielt 1980/81 das Reisestipendium des Deutschen Archäologischen Instituts. Ab 1983 war er als Hochschulassistent an der Universität Münster tätig. Dort erfolgte 1989 auch seine Habilitation für das Fach Klassische Archäologie. Von 1990 bis 2001 lehrte er als Professor an der Universität Mannheim. Von 1989 bis 1994 war er an den unter der Leitung von Ümit Serdaroğlu stehenden Grabungen in Assos beteiligt und hatte dort die Verantwortung für die Grabungen in der Westtor-Nekropole. Nach der Schließung der Klassischen Archäologie an der Universität Mannheim wurde er Ende 2001 an das Institut für Klassische Archäologie der Ruprecht-Karls-Universität Heidelberg versetzt. 2019 trat er in den Ruhestand.
Stupperich begründete 1994 zusammen mit dem Zeithistoriker Heinz A. Richter die Fachzeitschrift „Thetis. Mannheimer Beiträge zur klassischen Archäologie und Geschichte Griechenlands und Zyperns“. Ergänzend dazu riefen die beiden 1995 die Schriftenreihe „Peleus. Studien zur Geschichte und Archäologie Griechenlands und Zyperns“ ins Leben. Seit Band 23 (2016–2018) wird „Thetis“ von Stupperich alleine und unter dem neuen Untertitel „Mannheimer Beiträge zur Archäologie und Geschichte der antiken Mittelmeerkulturen“ herausgegeben und widmet sich dementsprechend nur noch altertumswissenschaftlichen Themen. Die Reihe „Peleus“ erscheint dafür seitdem ohne Beteiligung Stupperichs und auf Themen der neuzeitlichen Geschichte Griechenlands und Zyperns beschränkt.
Stupperich war von 1998 bis 2002 Erster Vorsitzender des Deutschen Archäologen-Verbandes und ist seit 1995 korrespondierendes Mitglied des Deutschen Archäologischen Instituts.

## Schriften
Monografien
- Staatsbegräbnis und Privatgrabmal im klassischen Athen. Münster 1977 (Dissertation, Universität Münster (Westfalen) 1977).
- Römische Funde in Westfalen und Nordwest-Niedersachsen (= Boreas. Beiheft 1). Archäologisches Seminar der Universität Münster/Wasmuth, Münster/Berlin 1981.
- Antiken in westfälischen Museen. Verzeichnis von klassischen Antiken und römischen Bodenfunden in öffentlichen Sammlungen in Westfalen und Nordwest-Niedersachsen (= Boreas. Beiheft 3). Archäologisches Seminar der Universität Münster/Wasmuth, Münster/Berlin 1984.
- Untersuchungen zu den figürlichen römischen Metallarbeiten anhand der Importfunde aus dem freien Germanien. Ungedruckte Habilitationsschrift, Münster 1988.
- Die Antiken der Sammlung Werner Peek (= Boreas. Beiheft 6). Archäologisches Seminar der Universität Münster/Wasmuth, Münster/Berlin 1990.
- mit Richard Petrovszky: Die „Trau-Kasserollen“. Einige Bemerkungen zu den reliefverzierten Kasserollen E 151 (= Mentor. Band 1). Bibliopolis, Möhnesee 2002, ISBN 3-933925-10-X.
- mit Manuel Thomas: Figürliche Bronzen aus dem römischen Rheinzabern (= Mentor. Band 2). Bibliopolis, Möhnesee 2003, ISBN 3-933925-46-0.
- Archäologie im Mannheim Carl Theodors (= Lebendige Antike. Band 16). F. Hennecke, Ludwigshafen am Rhein 2008, ISBN 978-3-9810361-5-2.
- Carl Theodors Technologiezentrum Rhein Neckar. Der Pfälzer Kurfürst als Pionier von Technik und Fortschritt. Museumsverein der Stadt Eberbach, Eberbach 2008.
- mit Jan Pluis: Mythologische voorstellingen op Nederlandse tegels. Metamorphosen van Ovidius, herders, cupido’s en zeewezens. Primavera Pers, Leiden 2011, ISBN 978-90-5997-090-8.

Herausgeberschaften
- Lebendige Antike. Rezeption der Antike in Politik, Kunst und Wissenschaft der Neuzeit (= Mannheimer historische Forschungen. Bd. 6). Palatium-Verlag im J-und-J-Verlag, Mannheim 1995, ISBN 3-920671-15-5.
- mit Ümit Serdaroğlu: Ausgrabungen in Assos. Habelt, Bonn 2006, ISBN 3-7749-3464-9.